# Cerkev Matere Božje Pomočnice kristjanov, Breg ob Savi
Cerkev Matere Božje Pomočnice kristjanov je župnijska cerkev Župnija Kranj - Drulovka/Breg, ki stoji na Bregu ob Savi. Ima podružnično cerkev Sv. Kancijana na Drulovki. 
Župnija je bila ustanovljena leta 1983, cerkev pa je bila verjetno zgrajena že pred letom 1445. Potem so jo leta 1762 in leta 1871 temeljito prezidali in obnovili. Pred cerkvijo stoji tudi križ, postavljen leta 1924.

## Oltarji
Cerkev ima tri oltarje. Glavni oltar je izdelal Ivan Vurnik. Postavili so ga leta 1871. Ima tudi dva stranska oltarja, oltar sv. Ahacija in sv. Lovrenca. Stranska oltarja sta lesena. Narejena sta bila leta 1687. Ima tudi velike orgle.

## Požar
Ena od fresk v cerkvi prikazuje leto 1717, ko je na Breg ob Savi gorel. V eno od lesenih hiš naj bi med nedeljskim popoldanskim plesom v vaški gostilni udarila strela. Vaščani so takrat obljubili, da nikoli več ne bodo plesali na nedeljo cerkvenega posvečenja. To obljubo so zapisali ob fresko, ki prikazuje ta dogodek.